# The E.N.D.
The E.N.D. (zkráceně pro The Energy Never Dies) je páté studiové album americké hip hopové skupiny The Black Eyed Peas. V České republice se dostalo na pulty prodejen 9. června 2009. Do prodeje se také dostala Deluxe verze, která obsahuje navíc čtyři nové písně a šest předělávek starších písní.

## Tracklist
1. Welcome To The E.N.D. / Boom Boom Pow
2. Rock That Body
3. Meet Me Halfway
4. Imma Be
5. I Gotta Feeling
6. Alive
7. Missing You
8. Ring-A-Ling / Interlude
9. Party All The Time
10. Out Of My Head
11. Electric City
12. Showdown / Interlude
13. Now Generation
14. One Tribe / Interlude
15. Rockin' To The Beat
16. Let The Beat Rock (feat. 50 Cent) (Play.com Bonus Track)
17. Boom Bomm Guetta (David Guetta Electro Hop Remix) (Play.com Bonus Track)
18. I Gotta Feeling (David Guetta F.I.M.F. Remix) (Play.com Bonus Track)

Deluxe Edition CD 2
1. Where Ya Wanna Go
2. Simple Little Melody
3. Mare
4. Don't Bring Me Down
5. Pump It Harder (Pump It Remix)
6. Let's Get Re-Started (Let's Get Retarded Remix)
7. Shut The Phunk Up (Censored Knee Deep Shut Up Remix)
8. That's The Joint (Joints & Jam Remix)
9. Another Weekend (feat. Esthero) (Weekend Remix)
10. Don't Phunk Around (Don't Phunk With My Heart Chicago House Remix)

## Singly
- Boom Boom Pow
- Rock That Body
- Meet Me Halfway
- Imma Be
- I Gotta Feeling